# César/Bestes Originaldrehbuch

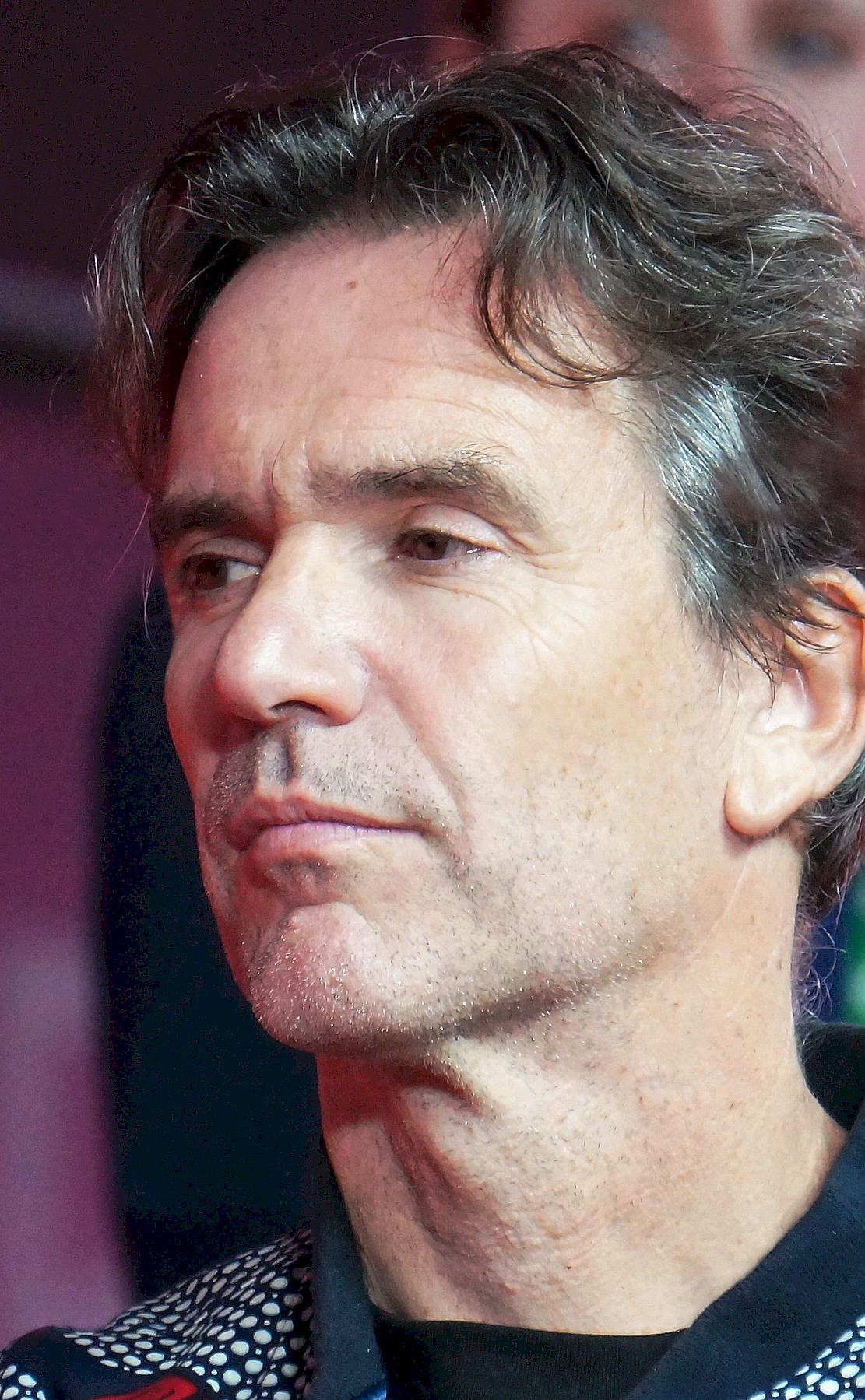
Co-Preisträger 2025: Boris Lojkine für L’histoire de Souleymane

Der César in der Kategorie Bestes Originaldrehbuch (Meilleur scénario original) wird mit Unterbrechungen seit 1983 verliehen. Die Mitglieder der Académie des Arts et Techniques du Cinéma vergeben ihre Auszeichnungen für die besten Filmproduktionen und Filmschaffenden rückwirkend für das vergangene Kinojahr.
Erstmals Gewinner in dieser Kategorie (damalige offizielle Bezeichnung Meilleur scénario original et dialogue) wurden in den Jahren 1983 bis 1985 gekürt, ehe sie ab der Verleihung 2016 unter veränderter Bezeichnung wieder neu eingeführt wurde. In den Jahren 1976 bis 1982 und 1986 bis 2005 waren Originaldrehbücher und adaptierte Drehbücher (Filmskripte die auf einem anderen Werk wie z. B. einem Roman, einer Kurzgeschichte oder einem anderen Film basieren) in der Kategorie Bestes Drehbuch prämiert worden.
Die unten aufgeführten Filme werden mit ihrem deutschen Verleihtitel (sofern vorhanden) angegeben, danach folgt in Klammern in kursiver Schrift der französische Originaltitel. Die Nennung des französischen Originaltitels entfällt, wenn deutscher und französischer Filmtitel identisch sind. Die Gewinner stehen hervorgehoben an erster Stelle.

## 1980er-Jahre
1983
Jean-Claude Carrière und Daniel Vigne – Die Wiederkehr des Martin Guerre (Le retour de Martin Guerre)
- Élie Chouraqui – Qu’est-ce qui fait courir David?
- Mathieu Fabiani und Bob Swaim – La Balance – Der Verrat (La balance)
- Éric Rohmer – Die schöne Hochzeit (Le beau mariage)

1984
Hervé Guibert und Patrice Chéreau – Der verführte Mann – L’Homme blessé (L’homme blessé)
- Diane Kurys und Alain Le Henry – Entre Nous – Träume von Zärtlichkeit (Coup de foudre)
- Francis Veber – Zwei irre Spaßvögel (Les compères)

1985
Bertrand Blier – Geschichte eines Lächelns (Notre histoire)
- Éric Rohmer – Vollmondnächte (Les nuits de la pleine lune)
- Claude Zidi – Die Bestechlichen (Les ripoux)

## 2000er-Jahre
2006
Radu Mihăileanu und Alain-Michel Blanc – Geh und lebe (Va, vis et deviens)
- Xavier Beauvois, Guillaume Breaud, Jean-Éric Troubat und Cédric Anger – Eine fatale Entscheidung (Le petit lieutenant)
- Christian Carion – Merry Christmas (Joyeux Noël)
- Jean-Pierre und Luc Dardenne – Das Kind (L’enfant)
- Michael Haneke – Caché

2007
Rachid Bouchareb und Olivier Lorelle – Tage des Ruhms (Indigènes)
- Xavier Giannoli und Olivier Lorelle – Chanson d’Amour (Quand j’étais chanteur)
- Isabelle Mergault – Sie sind ein schöner Mann (Je vous trouve très beau)
- Danièle Thompson und Christopher Thompson – Ein perfekter Platz (Fauteuils d’orchestre)
- Laurent Tuel und Christophe Turpin – Jean-Philippe

2008
Abdellatif Kechiche – Couscous mit Fisch (La graine et le mulet)
- Olivier Dahan – La vie en rose (La môme)
- Julie Delpy – 2 Tage Paris (Deux jours à Paris)
- Anne Le Ny – Ceux qui restent
- Laurent Tirard und Grégoire Vigneron – Molière

2009
Marc Abdelnour und Martin Provost – Séraphine
- Rémi Bezançon – C’est la vie – So sind wir, so ist das Leben (Le premier jour du reste de ta vie)
- Dany Boon, Franck Magnier und Alexandre Charlot – Willkommen bei den Sch’tis (Bienvenue chez les Ch’tis)
- Philippe Claudel – So viele Jahre liebe ich dich (Il y a longtemps que je t’aime)
- Arnaud Desplechin und Emmanuel Bourdieu – Ein Weihnachtsmärchen (Un conte de Noël)

## 2010er-Jahre
2010
Jacques Audiard, Thomas Bidegain, Abdel Raouf Dafri und Nicolas Peufaillit – Ein Prophet (Un prophète)
- Xavier Giannoli – Der Retter (À l’origine)
- Jean-Paul Lilienfeld – Heute trage ich Rock! (La journée de la jupe)
- Philippe Lioret, Emmanuel Courcol und Olivier Adam – Welcome
- Radu Mihăileanu und Alain-Michel Blanc – Das Konzert (Le concert)

2011
Baya Kasmi und Michel Leclerc – Der Name der Leute (Le nom des gens)
- Mathieu Amalric, Marcello Novais Teles und Philippe di Folco – Tournée
- Xavier Beauvois – Von Menschen und Göttern (Des hommes et des dieux)
- Bertrand Blier – Der Klang von Eiswürfeln (Le bruit des glaçons)
- Gustave Kervern – Mammuth

2012
Pierre Schoeller – Der Aufsteiger (L’exercice de l’état)
- Valérie Donzelli und Jérémie Elkaïm – Das Leben gehört uns (La guerre est déclarée)
- Michel Hazanavicius – The Artist
- Maïwenn und Emmanuelle Bercot – Poliezei (Polisse)
- Éric Toledano und Olivier Nakache – Ziemlich beste Freunde (Intouchables)

2013
Michael Haneke – Liebe (Amour)
- Leos Carax – Holy Motors
- Noémie Lvovsky, Florence Seyvos, Maud Ameline und Pierre-Olivier Mattei – Camille – Verliebt nochmal! (Camille redouble)
- Bruno Podalydès und Denis Podalydès – Adieu Berthe (Adieu Berthe ou l’enterrement de mémé)
- Florence Vignon und Stéphane Brizé – Der letzte Frühling (Quelques heures de printemps)

2014
Albert Dupontel – 9 mois ferme
- Philippe Le Guay – Molière auf dem Fahrrad (Alceste à bicyclette)
- Alain Guiraudie – Der Fremde am See (L’inconnu du lac)
- Asghar Farhadi – Le passé – Das Vergangene (Le passé)
- Katell Quillévéré und Mariette Désert – Die unerschütterliche Liebe der Suzanne (Suzanne)

2015
Abderrahmane Sissako und Kessen Tall – Timbuktu
- Thomas Cailley und Claude Le Pape – Liebe auf den ersten Schlag (Les combattants)
- Victoria Bedos und Stanislas Carré de Malberg – Verstehen Sie die Béliers? (La famille Bélier)
- Thomas Lilti, Julien Lilti, Baya Kasmi und Pierre Chosson – Hippokrates und ich (Hippocrate)
- Olivier Assayas – Die Wolken von Sils Maria (Clouds of Sils Maria)

2016
Deniz Gamze Ergüven und Alice Winocour – Mustang
- Jacques Audiard, Thomas Bidegain und Noé Debré – Dämonen und Wunder (Dheepan)
- Xavier Giannoli – Madame Marguerite oder die Kunst der schiefen Töne (Marguerite)
- Emmanuelle Bercot und Marcia Romano – La tête haute
- Arnaud Desplechin und Julie Peyr – Meine goldenen Tage (Trois souvenirs de ma jeunesse)

2017
Sólveig Anspach und Jean-Luc Gaget – Der Effekt des Wassers (L’effet aquatique)
- Romain Compingt, Houda Benyamina und Malik Rumeau – Divines
- Sabrina B. Karine, Alice Vial, Pascal Bonitzer und Anne Fontaine – Agnus Dei – Die Unschuldigen (Les innocentes)
- Bruno Dumont – Die feine Gesellschaft (Ma loute)
- Justine Triet – Victoria – Männer & andere Missgeschicke (Victoria)

2018
Robin Campillo – 120 BPM (120 battements par minute)
- Mathieu Amalric und Philippe Di Folco – Barbara
- Julia Ducournau – Raw (Grave)
- Claude Le Pape und Hubert Charuel – Bloody Milk (Petit paysan)
- Éric Toledano und Olivier Nakache – Das Leben ist ein Fest (Le Sens de la fête)

2019
Xavier Legrand – Nach dem Urteil (Jusqu’à la garde)
- Pierre Salvadori, Benoît Graffin und Benjamin Charbit – Lieber Antoine als gar keinen Ärger (En liberté!)
- Gilles Lellouche, Ahmed Hamidi und Julien Lambroschini – Ein Becken voller Männer (Le grand bain)
- Alex Lutz, Anaïs Deban und Thibault Segouin – Guy
- Jeanne Herry – In sicheren Händen (Pupille)

## 2020er-Jahre
2020
Nicolas Bedos – Die schönste Zeit unseres Lebens (La belle époque)
- François Ozon – Gelobt sei Gott (Grâce à Dieu)
- Éric Toledano und Olivier Nakache – Alles außer gewöhnlich (Hors normes)
- Ladj Ly – Die Wütenden – Les Misérables (Les misérables)
- Céline Sciamma – Porträt einer jungen Frau in Flammen (Portrait de la jeune fille en feu)

2021
Albert Dupontel – Was dein Herz dir sagt – Adieu ihr Idioten! (Adieu les cons)
- Benoît Delépine und Gustave Kervern – Online für Anfänger (Effacer l’historique)
- Filippo Meneghetti und Malysone Bovorasmy – Wir beide (Deux)
- Emmanuel Mouret – Leichter gesagt als getan (Les choses qu’on dit, les choses qu’on fait)
- Caroline Vignal – Mein Liebhaber, der Esel & Ich (Antoinette dans les Cévennes)

2022
Arthur Harari und Vincent Poymiro – Onoda – 10.000 Nächte im Dschungel (Onoda, 10 000 nuits dans la jungle)
- Valérie Lemercier und Brigitte Buc – Aline – The Voice of Love (Aline)
- Leos Carax, Ron Mael und Russell Mael – Annette
- Yann Gozlan, Simon Moutaïrou und Nicolas Bouvet-Levrard – Black Box – Gefährliche Wahrheit (Boîte noire)
- Catherine Corsini, Laurette Polmanss und Agnès Feuvre – In den besten Händen (La fracture)

2023
Louis Garrel, Tanguy Viel und Naïla Guiguet – Verkehrte Welt (L’innocent)
- Éric Gravel – Julie – Eine Frau gibt nicht auf (À plein temps)
- Valeria Bruni Tedeschi, Noémie Lvovsky und Agnès de Sacy – Forever Young (Les Amandiers)
- Cédric Klapisch und Santiago Amigorena – Das Leben ein Tanz (En corps)
- Alice Diop, Amrita David und Marie Ndiaye – Saint Omer

2024
Justine Triet und Arthur Harari – Anatomie eines Falls (Anatomie d’une chute)
- Thomas Cailley und Pauline Munier – Animalia (Le règne animal)
- Jean-Baptiste Durand – Schrottplatzköter (Chien de la casse)
- Jeanne Herry – All eure Gesichter (Je verrai toujours vos visages)
- Nathalie Hertzberg und Cédric Kahn – Der Fall Goldman (Le procès Goldman)

2025
Boris Lojkine und Delphine Agut – L’histoire de Souleymane
- Emmanuel Courcol und Irène Muscari – Die leisen und die großen Töne (En fanfare)
- Louise Courvoisier und Théo Abadie – Könige des Sommers (Vingt Dieux)
- Stéphane Demoustier – Borgo
- Alain Guiraudie – Misericordia (Miséricorde)